# Argissa
Argissa – tell zlokalizowany niedaleko Larisy w Tesalii. Na stanowisku tym poświadczona jest obecność warstw utożsamianych z neolitem, eneolitem, i epoką brązu na terenie Grecji.